# All About the Benjamins
All About the Benjamins (br: Amigos por Acaso) é um filme de ação e comédia de 2002 produzido nos Estados Unidos e estrelado por Ice Cube e Mike Epps. Escrito por Ronald Lang e Ice Cube.

## Elenco
- Ice Cube – Bucum
- Mike Epps – Reggie
- Tommy Flanagan – Williamson
- Carmen Chaplin – Ursula
- Eva Mendes – Gina
- Valarie Rae Miller – Pam
- Anthony Giaimo – Martinez
- Roger Guenveur Smith – Julian
- Anthony Michael Hall – Lil J
- Jodi Wilson – namorada do Lil J
- Antoni Cornacchione – Capitão Briggs
- Bob Carter – Sr. Barkley
- Julie Ann Beres – Sharhari
- Lil Bow Wow – Kelly
- Barbara Barron – Sra. Barkley
- Oscar Isaac – Francesco

## Recepção da crítica
All About the Benjamins teve recepção desfavorável por parte da crítica especializada. Em base de 26 avaliações profissionais, alcançou uma pontuação de 34% no Metacritic.